# Čankajšek

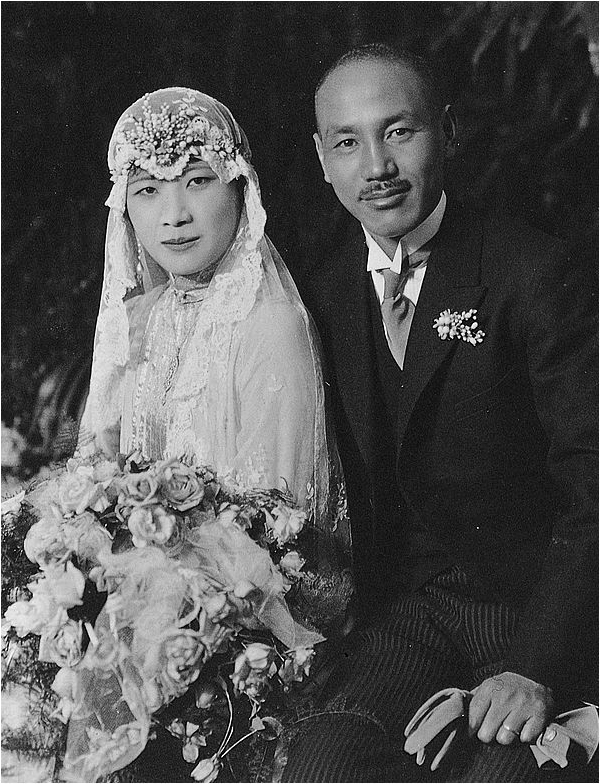
Svatební fotografie (1927)

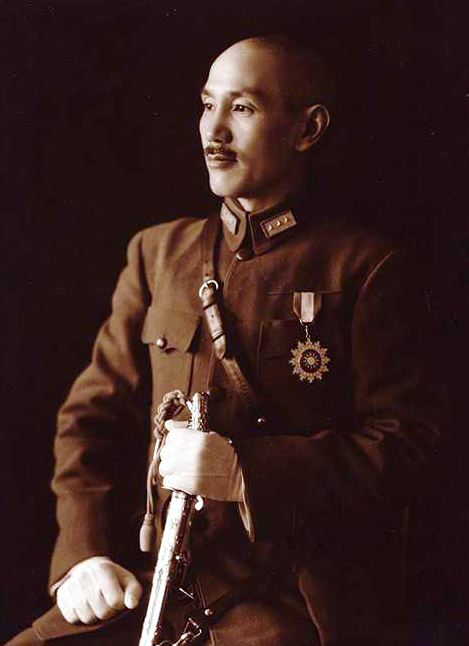
Generalissimus Čankajšek v uniformě (1940)

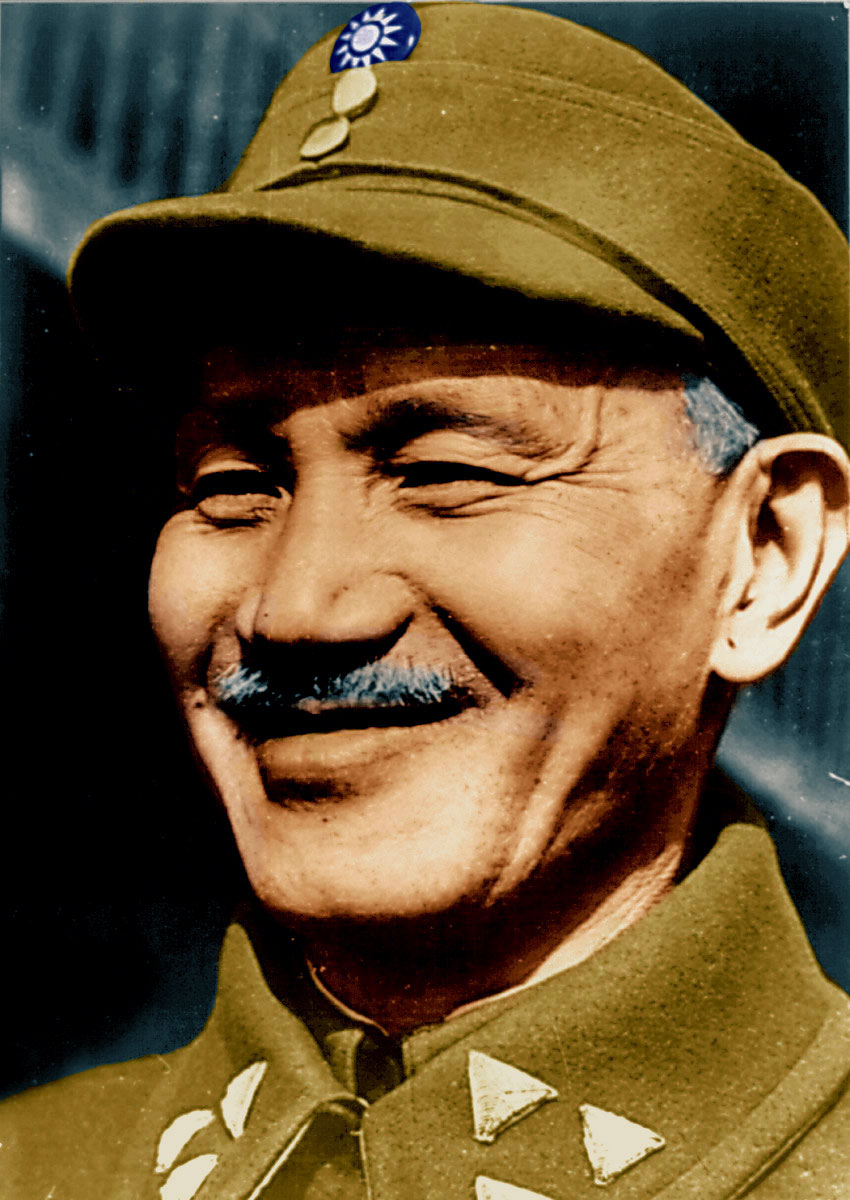
Čankajšek v roce 1945

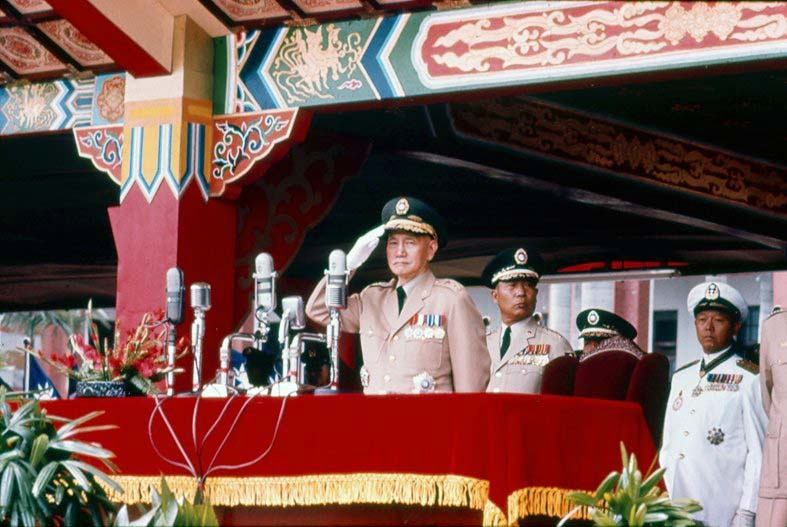
Při vojenské přehlídce 1966

Čankajšek (čínsky v českém přepisu Ťiang Ťie-š’, pchin-jinem Jiǎng Jièshí, znaky zjednodušené 蒋介石, tradiční 蔣介石; 31. října 1887, Si-kchou, asi 180 km jižně od Šanghaje – 5. dubna 1975, Tchaj-pej, Tchaj-wan), byl čínský voják a nacionalistický politik, vůdce Národní strany (Kuomintang, KMT) a prezident Čínské republiky. Pocházel ze zámožné obchodnické rodiny, studoval na japonské vojenské akademii a zúčastnil se sinchajské revoluce, která roku 1912 nastolila první Čínskou republiku. Jako úspěšný velitel a energický až bezohledný vůdce se snažil vybudovat silný čínský stát, nezávislý na velmocích.
Zprvu byl jako „Rudý generál“ podporován Sověty i Německem a během druhé čínsko-japonské války se houževnatě bránil proti Japoncům, ale zároveň se snažil potlačit čínské komunisty. Od útoku na Pearl Harbor roku 1941 stál na straně Spojenců, ale během občanské války v letech 1945–1948 ho Mao Ce-tung přes významnou podporu Spojených států vytlačil z čínské pevniny. Roku 1948 odletěl na Tchaj-wan (znám také jako Formosa), kam s podporou dalších exulantů přemístil Čínskou republiku (ROC) a kde do své smrti v roce 1975 byl jejím prezidentem, vládnoucí jako diktátor.
Na prudké a často nečekané změny vnitřní i zahraniční politické situace reagoval střídáním spojenců, což mu mnozí vytýkali jako vadu charakteru. Oslabenou a rozháranou Čínu počátku 20. století se mu však podařilo začít modernizovat a politicky sjednotit, i když na krátkou dobu. Do politiky vstoupil jako revoluční demokrat, postupně však usoudil, že demokracii západního typu nelze v Číně uskutečnit, a sovětský systém odmítal. Jako autoritativní vůdce tvrdě potlačoval různá povstání, zároveň však ostře vystupoval proti kapitalistům. Musel bojovat na několika frontách a v zemi, unavené válkou, nakonec ztratil podporu, zejména u venkovského obyvatelstva. V závěru života položil pevné základy tchajwanského hospodářského zázraku.[zdroj?]
Vychován svou matkou v konfuciánské zbožnosti, přijal roku 1927 metodistické křesťanství. Dovedl být velmi tvrdý, až bezohledný a svárlivý, a v jeho životě je řada temných míst. Z jeho později zveřejněných deníků vyplývá, že nejednal jen z oportunismu, nýbrž jako důsledný vlastenec, a že to byl přemýšlivý a citlivý člověk. V životě se čtyřikrát oženil, naposledy se Sung Mej-ling.
Dodnes je předmětem velkých sporů, nezávislí pozorovatelé však soudí, že současná Čínská lidová republika odpovídá jeho představám mnohem víc než představám svého zakladatele Mao Ce-tunga.

## Jména
Čankajškovo vlastní jméno bylo Ťiang Čou-tchaj (čínsky pchin-jinem Jiǎng Zhōutài, znaky zjednodušené 蒋周泰, tradiční 蔣周泰), v raném dětství mu rodina říkala dětským jménem Ťiang Žuej-jüan (čínsky pchin-jinem Jiǎng Ruìyuán, znaky zjednodušené 蒋瑞元, tradiční 蔣瑞元), v mládí používal studijní jméno Ťiang Č’-čching (čínsky pchin-jinem Jiǎng Zhìqīng, znaky zjednodušené 蒋志清, tradiční 蔣志清). Od roku 1912, během pobytu v Japonsku, začal používat jméno Ťiang Ťie-š’, zprvu jako pseudonym, kterým podepisoval svou publicistiku, později i jako zdvořilostní jméno. Z kantonské výslovnosti jména Ťiang Ťie-š’ je odvozena počeštěná verze jeho jména, Čankajšek (i anglické Chiang Kai-shek). Od let 1917/1918 používal jméno Ťiang Čung-čeng (čínsky pchin-jinem Jiǎng Zhōngzhèng, znaky zjednodušené 蒋中正, tradiční 蔣中正), jako paralelu k Sunjatsenovu pseudonymu Sun Čung-šan (孫中山).

## Dětství, mládí a raná kariéra
Čankajšek se narodil 31. října 1887 v obci Si-kchou, v okrese Feng-chua v provincii Če-ťiang. Jeho otec byl zámožný obchodník se solí a zemřel v Čankajškových osmi letech. Čankajškova matka byla hluboce věřící konfucianistka, která ho silně ovlivnila. Napsal o ní, že byla "ztělesnění konfuciánské zbožnosti".
Zpočátku chodil do venkovské školy a později navštěvoval střední školu ve městě Feng-Chua. Projevil se jako schopný student, zajímal se o umění války a vynikal ve školních lehkoatletických závodech. Už ve 14 letech se poprvé oženil, jeho rodina zprostředkovala sňatek s o tři roky starší Mao Fu-Mej. V roce 1908 se mu narodil první syn Ťiang Ťing-kuo.
Po ukončení školní docházky zvolil z vlasteneckých důvodů vojenskou kariéru. Prestižním střediskem vojenského umění v Asii bylo tehdy Tokio, kam v roce 1905 odjel, aby se zapsal na Císařské vojenské akademii. Protože však nebyl oficiálním stipendistou čínské vlády, byl odmítnut. Po několika měsících pobytu v Japonsku se vrátil zpět do Číny, v roce 1906 složil přijímací zkoušky na čínské vojenské akademii v Pchao-tchingu a na jaře 1907 se konečně stal posluchačem vojenské akademie v Tokiu. Tam navázal kontakty se skupinou čínských revolucionářů, kteří osnovovali plány na svrhnutí mandžuské dynastie Čching. Vstoupil do republikánského Spolku za společnou věc (Tchung-meng-chuej), který byl zárodkem budoucí Nacionalistické strany (Kuomintang). Ve studentském revolučním hnutí se brzy stal výraznou osobou, ostatní oceňovali jeho velké nadšení pro věc, odvahu a bystrý úsudek.
Japonskou akademii Čankajšek ukončil v roce 1909 a poté musel nastoupit na jeden rok služby v japonské armádě; sloužil v 13. dělostřeleckém pluku v Takadu. Tam ho také zastihla zpráva, že 10. října 1911 bylo v Číně svrženo císařství a vyhlášena republika. Čankajšek neváhal, požádal o předčasné propuštění ze služby a odjel do Číny. V Šanghaji potkal svého přítele Čchen Čchi-meje, který byl velitelem místních revolučních sil a Čankajškovi svěřil vojenské ovládnutí strategického města Chang-čou. Tento úkol splnil na výbornou a udělal tak na republikánské vedení veliký dojem. Odmítl vysoký úřad v revoluční vládě provincie Če-ťiang a místo toho vykonával funkci plukovníka v Čchen Čchi-mejově armádě.
V srpnu 1912, po uklidnění porevoluční situace, Čankajšek odcestoval opět do Tokia a dokončil své studentské závazky. Uvažoval o studiu vojenského umění v Německu a už se i chystal na cestu, když se čínská vnitropolitická situace zkomplikovala. Proti republikánské revoluci se postavil vlivný vojenský velitel Jüan-šukchaj, který usiloval o znovunastolení monarchie, ve které by se stal císařem. Čankajškův vzor a později i přítel Sunjatsen, oficiální vůdce republikánů, tak musel vyhlásit "druhou revoluci."
Čankajšek se vrátil do Číny, kde se znovu připojil k Čchen Čchi-mejově armádě a velel řadě odvážných až riskantních operací, jako třeba přepadení muničního skladu v Šanghaji. Sunjatsenovi imponovala jeho odvaha a učinil z něj svého blízkého spolupracovníka. V roce 1913 Jüan Š’-kchaj ovládl strategická místa Číny, Kuomintang byl postaven mimo zákon a většina vůdců, včetně Čankajška, uprchla do Japonska. V příštích letech se na Sunjatsenovy rozkazy několikrát účastnil politicko-vojenských operací na území Číny, několikrát těsně unikl smrti. Zároveň shromažďoval vědomosti z filosofie a vojenské strategie a byl členem redakční rady časopisu Hlas Armády.

## V Šanghaji a Kantonu
V letech 1912–1922 Čankajšek převážně pobýval v Šanghaji. Z hlediska jeho osobní biografie se jedná o poněkud kontroverzní období, protože udržoval četné kontakty s prostitutkami, kvůli kterým se s ním rozešla žena. Znovu oženil se s konkubínou Čen-Tie-žu a udržoval četné styky s mafií („Zelená banda“), pro kterou zajišťoval finanční operace na burze. Gangsteři mu na oplátku poskytovali ochranu před čínskou policií, která po něm z rozkazu tehdejšího vládce Číny, Jüan Š’-kchaje, pátrala. Šangahjská policie, spravovaná Brity, ho několikrát obvinila, nikdy však nestál před soudem.
Roku 1917 se Sunjatsen musel uchýlit do Kantonu, nepohodl se však s místním guvernérem, který se ho pokusil zavraždit. Z přestřelky ho lodí vysvobodil Čankajšek a velmi tím upevnil jejich přátelství. Roku 1924 získal Sunjatsen s pomocí najatých žoldnéřů a Kominterny opět kontrolu nad Kantonem a ustavil revoluční vládu, která měla sjednotit Čínu pod jeho vedením. Čankajška vyslal na tři měsíce do Moskvy, kde se setkal s Trockým a dalšími představiteli, sovětský systém ale odmítl. Poslal tam však na zkušenou nejstaršího syna Čing-kuo, kterého Sověti drželi jako rukojmí až do roku 1937. Čankajšek po návratu do Kantonu vedl vojenskou akademii Whampoa, kde si vychoval řadu oddaných důstojníků.

## Sjednocení země
Roku 1925 Sunjatsen zemřel a o jeho nástupnictví se rozhodovalo mezi spíše pravicovým Čankajškem a Sunjatsenovým blízkým spolubojovníkem, levicovým novinářem Wang Ťin-wejem. Ten se stal předsedou vlády, kdežto Čankajšek byl jmenován vrchním velitelem Národní revoluční armády. V této funkci vyhlásil „Severní expedici“, která měla dobýt rozhárané severnější provincie, kde vládly místní vojenské gangy. Část armády, vedená Wang Ťin-wejen, vyrazila na západ a s pomocí komunistů i sovětských poradců dobyla Wu-Chan. Čankajšek vyrazil na sever a dobyl Nanking a chystal se na Peking, když Wang Ťin-wej vyhlásil ve Wu-chanu národní vládu. Ta byla ovšem vojensky slabá a Čankajšek ji s pomocí místních válečníků porazil; Wang Ťin-wej se vzdal. Čankajšek se však rozhodl definitivně zúčtovat s komunisty a během roku 1927 armáda v „bílém teroru“ pobila odhadem půl milionu, ostatní uprchli na venkov. V červnu 1928 si Čankajšek podrobil Peking, čímž dokončil politické sjednocení země a ukončil „období válečníků“. Největší oslavy se konaly v Moskvě, ale i západní politici a média vyjadřovali své uznání Čankajškovým úspěchům.

## Sunjatsenovo dědictví
Čankajškovým vzorem, kterému také věrně sloužil, byl vůdce čínské revoluce Sunjatsen. Roku 1927 si Čankajšek vzal jeho švagrovou a pod jejím vlivem přijal metodistické křesťanství. Svůj politický program rozdělil Sunjatsen do tří fází: vojenská vláda, politické poručnictví a konstituční vláda. V letech 1928–1937 se Čankajšek snažil svým „poručnictvím“ zemi posílit a modernizovat ve všech oblastech. Omezil výsady západních „imperialistických“ zemí, reformoval soudnictví, finance, zdravotnictví, školství a podporoval zemědělskou i průmyslovou výrobu. Ne ve všem byl úspěšný, ale položil základy moderního čínského státu a všemi prostředky se snažil sjednocovat i čínský lid. Zavedl standardní čínštinu jako národní jazyk a prostřednictvím masových médií včetně rozhlasu se snažil posilovat vědomí čínské národní jednoty i konfuciánské morální hodnoty.
V tomto úsilí se však stále střetával s odstředivými silami svých soupeřů a „válečníků“. Zatímco větší města byla většinou pod vládou Kuomintangu, na venkově měli stále značnou podporu komunisté. Ve válce o ústřední planiny roku 1930 padlo na obou stranách asi 250 tisíc lidí, roku 1931 musel bojovat s konkurenční vládou v Kantonu a roku 1934 jeho armáda zlikvidovala Čínskou sovětskou republiku. Komunisté však byli předem varováni a během „Dlouhého pochodu“ (skoro 10 tisíc kilometrů) se do jejich čela vyšvihl mladý Mao Ce-tung.

## Japonská agrese
Roku 1931 vpadli do Mandžuska Japonci. Čankajšek sice vehementně prohlašoval, že je to část Číny, vojenskému střetnutí se ale vyhýbal a chtěl se hlavně vypořádat se svými komunistickými rivaly. V letech 1933–1938 působili dva vysocí němečtí generálové, von Seeckt a von Falkenhausen, jako jeho poradci. Roku 1936 odletěl Čankajšek do Si-anu, kde ho však jeho generálové unesli a donutili, aby se proti Japoncům spojil s komunisty. V červenci 1937 vypukla Druhá čínsko-japonská válka a Čankajšek vyslal 600 tisíc dobře vycvičených mužů na obranu Šanghaje. Vojensky sice prohrál a ztratil na 200 tisíc mužů, Japonce však přesvědčil, že Čínu nedobudou za tři měsíce, jak se chlubili. Koncem roku padl Nanking, kde Japonci povraždili snad 200 tisíc Číňanů (Nankingský masakr), a Čankajšek ustupoval do Wu-chanu a Čchung-čchingu a za sebou nechával „spálenou zemi“. V roce 1938 dal například zničit hráze kolem Nankinu, kde poté při povodni zahynulo na půl milionu lidí.
Roku 1939 vyslal Čankajšek dva muslimské velitele do Egypta, Turecka a Sýrie, aby je získali jako spojence proti Japonsku. Japonci, kteří ovládali Mandžusko a část východního pobřeží, zřídili v Nankingu loutkovou vládu, vedenou Čankajškovým soupeřem Wang Ťin-wejem. Roku 1942 Čankajšek cestoval po severozápadní, zčásti muslimské Číně, zorganizoval válečnou výpravu do Tibetu, aby zabránil jeho spojenectví s Japonci, a po útoku na Pearl Harbor se stal členem spojenecké koalice. V USA i ve Velké Británii dostal vysoká vyznamenání a byl jmenován vrchním velitelem spojeneckých sil v Číně. Jeho americký poradce v Číně však Čankajška ostře kritizoval za neschopnost a korupci. V roce 1944, když chtěli Američané vybudovat v Číně letiště a odtud bombardovat Japonsko, Čankajškovi lidé stavbu sabotovali a velkou část peněz patrně defraudovali. Naopak Čankajšek pokládal Američany za nebezpečné imperialisty, svůj Kuomintang organizoval jako „leninskou“ stranu, potlačoval opozici a odmítal parlamentní demokracii jako pro Čínu nepoužitelnou.

## Po válce
Když roku 1945 Japonsko kapitulovalo, byla Čankajškova vláda v Čchung-čchingu slabá a armáda špatně vyzbrojená, takže Čankajšek žádal Japonce, aby kapitulaci odložili a Čínu tak neobsadili komunisté. To mu v zemi, která okupanty nenáviděla, velmi poškodilo pověst. Roku 1946 vyslal Čankajšek 200 tisíc mužů do tehdejší Francouzské Indočíny, aby přijal kapitulaci Japonců a bránil Francouzům znovu obsadit zemi. Když se francouzské oddíly dostaly do půtek s Ho Či Minem, donutil je ke smíru a zemi opustil, až když získal od Francouzů velké ústupky. Spojené státy podporovaly jednání mezi Mao Ce-tungem a Čankajškem, která se však nedařila, a kvůli podezření z korupce omezily i jeho vojenskou podporu.
Roku 1946 obdržel v Československu Řád bílého lva (spolu s Koněvem, Benešem a Svobodou)
Roku 1947 byla vyhlášena nová ústava a o rok později byl Čankajšek zvolen prezidentem. Komunisté však ústavu ani vládu neuznali a díky svému venkovskému zázemí a popularitě svých zemědělských reforem Čankajškovu armádu postupně porazili. Roku 1949 Čankajšek rezignoval a vládu převzal viceprezident Li Cung-žen, Čankajškův vliv však zůstal silný, zejména v armádě. Čankajšek toho zneužíval proti svému nástupci a poslal na Tchaj-wan asi 200 milionů USD, určených na podporu Číny. Zoufalý Li se nakonec vzdal a odletěl do USA na léčení. V prosinci 1949 komunisté oblehli Čcheng-tu, kde se Čankajšek se synem ještě bránili a odkud odletěli na Tchaj-wan.

## Čínská republika na Tchaj-wanu
Čankajškova vláda se spolu s asi 2 miliony uprchlíků přesunula na Tchaj-wan, roku 1950 Čankajšek v Tchaj-pej opět nastoupil ve funkci presidenta a Národní shromáždění (které přišlo z Číny a pak už se neobnovovalo volbami) ho zvolilo ještě čtyřikrát, naposledy roku 1972. Čankajšek se pokládal za legitimního presidenta celé Číny a do roku 1971 také Čínu jako velmoc reprezentoval v OSN i v Radě bezpečnosti. Protože byl s režimem v Pekingu stále ve válce, suspendoval ústavu a vládl podle „Prozatímních opatření“, která mu dávala mimořádné pravomoci. Kuomintang byla jediná povolená strana, tisk podléhal cenzuře a v prvních letech bylo uvězněno přes 140 tisíc Tchajwanců, podezřelých ze spolupráce s Pekingem. Čankajšek vybudoval silnou armádu a roku 1962 dokonce uvažoval o invazi na pevninu. Opíral se přitom hlavně o muslimské oblasti na severozápadě země, kde v letech 1950–1958 probíhalo Kuomintangské islámské povstání. Přes tvrdý diktátorský režim zároveň podporoval školství a průmysl, zejména exportní, a položil tak základ pro jeho pozdější hospodářský úspěch.
Když v roce 1975 zemřel, se prezidentem dočasně stal Jen Ťia-kan, v roce 1978 ale vládu v zemi převzal Čankajškův syn Ťiang Ťing-kuo. Ten již v roce 1975 po svém otci převzal vedení strany.
Vláda Čankajška a jeho syna je na Tchaj-wanu také známá jako vláda Bílého teroru, pojem označující autoritářský režim, kdy Ťiangové skrze Kuomintang stáli za likvidací či uvěznění tisíce Tchajwanců ale i Číňanů, kteří s nimi přišli na Tchaj-wan. Ještě jako prezident Čínské republiky v pevninské Číně poslal vojsko k násilnému potlačení povstání v Incidentu 28. února. V následých letech 1949–1987, kdy jim zákon stanného práva dával absolutní moc, docházelo k systematické likvidaci jakéhokoliv disentu proti osobě Čankajška či straně. Vedle toho propagandu režimu Ťiangů doprovázel silný kult osobnosti, sochy Čankajška byly instalovány ve většině škol, v mnoha parcích či na vojenských základnách. Byly po něm pojmenovány městské čtvrti (například Čung-Čcheng), parky, ulice či letiště. V centru Tchaj-peje byla po jeho smrti vystavena monumentální pamětní síň (Chiang Kai-shek Memorial Hall) a pro dočasné uložení jeho těla bylo ve městě Cch'-chu vybudováno mauzoleum.
I po demokratizaci Tchaj-wanu bylo Kuomintangem, který jako politická strana zůstala u moci do roku 2016, pokračováno v oslavování osoby Čankajška. Až v roce 2017 byl Tchajwanským parlamentem schválen zákon nařizující odstranění autoritářských symbolů z období 1945–1992, postupně tak dochází k odstraňování soch Čankajška a jeho syna z veřejného prostoru.